# Monumento a Giuseppe Gioachino Belli
Il Monumento a Giuseppe Gioachino Belli è un gruppo scultoreo realizzato da Michele Tripisciano nel 1913 e posto in piazza Giuseppe Gioachino Belli, nel rione Trastevere a Roma.

## Storia
L'idea di realizzare un monumento in memoria del poeta Giuseppe Gioachino Belli, noto per i suoi Sonetti romaneschi con cui raccolse e divulgò la voce popolare della Roma del XIX secolo, venne intorno al 1910 quando i letterati Domenico Gnoli, Ferdinando Martini e Leone Caetani lo proposero al sindaco di Roma Ernesto Nathan. I tre avevano anche costituito un comitato di cultori e ammiratori del poeta romano per individuare il sito adatto. Ricevuto il parere favorevole del comune iniziò la raccolta fondi; il direttore del quotidiano Il Messaggero, Luigi Cesana, promosse una sottoscrizione per i lettori del giornale e nel frattempo furono realizzati diversi spettacoli presso i teatri Adriano, Valle e Quirino, sempre con lo scopo di racimolare i fondi necessari. Alla raccolta fondi presero parte diversi membri della giunta comunale incluso il sindaco stesso e si raggiunse, in totale, la cifra di 30 000 lire.
Il sito selezionato fu quello di piazza d'Italia (intitolata dal 1942 a Giuseppe Gioachino Belli), presso ponte Garibaldi. Il 31 gennaio 1911 fu bandito un concorso per la realizzazione dell'opera e il successivo 22 aprile la commissione selezionò il progetto presentato dallo scultore siciliano Michele Tripisciano, che rinunciò al suo compenso. La realizzazione di quest'ultimo si concluse nel 1913, in occasione del cinquantenario dalla morte del poeta, e il monumento fu inaugurato il 4 maggio dello stesso anno alla presenza del sindaco Nathan.

## Descrizione
Il gruppo scultoreo presenta una statua ritraente Belli, vestito elegantemente con un cilindro sul capo e un bastone nella mano sinistra, che poggia a sua volta su un basamento rettangolare identificato con una spalletta del ponte Fabricio, riconoscibile da un'erma coi tipici "Quattro Capi". Ai lati corti del basamento sono poste due fontane composte da vasche marmoree con bordo modanato all'interno delle quali viene versata l'acqua dai mascheroni allegorici raffiguranti la Poesia (lato verso il Tevere) e la Satira.
Sui lati lunghi del basamento sono raffigurati la personificazione del dio Tevere con la Lupa capitolina e i gemelli Romolo e Remo (frontale) e una scena popolare romana caratterizzata da una folla che attornia il Pasquino, una delle sei statue parlanti di Roma (posteriore). Il bastone che Belli tiene nella mano sinistra era originariamente di legno ma in seguito a diversi furti ne fu installato uno in ferro fissato con il cemento e dipinto di nero, per simulare il colore dell'ebano.